# Paul Zanette
Paul Zanette (Nobleton, 8 aprile 1988) è un ex hockeista su ghiaccio canadese naturalizzato italiano, di ruolo attaccante.

## Carriera

### Club
Paul Zanette, dopo essere cresciuto in alcune leghe giovanili nordamericane, iniziò la propria carriera nell'ambiente universitario della NCAA presso la Niagara University, insieme ad altri giocatori di origine italiana come Vince Rocco e Daniel Sullivan. Vi restò per quattro stagioni fino al 2011, totalizzando 105 punti in 128 gare disputate.
Al termine di quell'anno fu brevemente ingaggiato dalla squadra della American Hockey League degli Hamilton Bulldogs, riuscendo a segnare tre reti. Nella stagione 2011-2012 restò nella AHL, ma fu ingaggiato per un anno dai Rockford IceHogs. Zanette giocò anche in ECHL con la formazione affiliata dei Toledo Walleye.
Nell'estate del 2012 si trasferì in Italia nella Serie A, scelto dall'Asiago Hockey insieme all'allora compagno di squadra Chris DiDomenico. Al termine di quell'anno conquistò il primo titolo in carriera, seguito successivamente dalla Supercoppa italiana.
Nell'estate del 2014, a seguito della riduzione di stranieri imposta dalla FISG, sebbene ancora sotto contratto con l'Asiago si trasferì all'HC Bolzano (inizialmente assieme al fratello Marc, che poi rinuncerà per motivi lavorativi), squadra campione in carica della EBEL.
Dopo una sola stagione coi biancorossi, nell'estate 2015 sottoscrisse un contratto biennale con gli Edinburgh Capitals, squadra della EIHL, di cui divenne capitano. Nel mese di febbraio fu girato in prestito, fino a fine stagione, all'Asiago Hockey.
Il 31 marzo 2016 venne reso noto dal CONI che Zanette era stato trovato positivo alle metanfetamine in occasione di un controllo antidoping effettuato il precedente 8 marzo, ed era stato sospeso in via cautelare dal Tribunale Nazionale Antidoping. Il giorno dopo Zanette ammise l'uso della sostanza al fine di aiutare la concentrazione durante la preparazione per sostenere un esame universitario. A causa del procedimento, il giocatore e gli Edinburgh Capitals risolserso consensualmente il contratto che li legava.
Nel luglio del 2016 ha fatto dunque ritorno in Nord America, sottoscrivendo un contratto coi Greenville Swamp Rabbits in ECHL. A settembre gli venne comminata dal Tribunale Nazionale Antidoping una squalifica di venti mesi, valida solo in Italia.
Nel successivo mese di gennaio passò dai Swamp Rabbits agli Indy Fuel, sempre in ECHL, in cambio di Tristan King e Nick Betz.

### Nazionale
Nell'autunno del 2014 Zanette maturò due anni consecutivi di permanenza nel campionato italiano e, grazie al possesso del passaporto italiano, poté essere convocato in Nazionale. Ricevette la prima chiamata nel marzo del 2015 in vista del raduno in preparazione al mondiale di Prima Divisione. Pochi giorni dopo dovette dare forfait a causa di un infortunio alla spalla.
L'esordio avvenne nel novembre 2015 in occasione dell'Euro Ice Hockey Challenge disputatosi in Lettonia. Venne chiamato poi anche a disputare il torneo di prequalificazione a Pyeongchang 2018.

## Palmarès

### Club
- Campionato italiano: 1

Asiago: 2012-2013
- Supercoppa italiana: 1

Asiago: 2013